# Tokmak Solar Energy
СЕС Tokmak Solar Energy — найбільша сонячна електростанція в Україні. Розташована поблизу міста Токмак у Запорізькій області. Площа — 96 гектарів (100 футбольних полів). Потужність — 50 МВт.

## Історія
9 червня 2011 року було створено компанію ТОВ «Токмак Солар Енерджі».
Відкриття станції відбулося у 2018 році. Потужність першої черги становила — 11 МВт, та зросла до 50 МВт. Ціна будівництва СЕС становила 45 млн евро. Електростанція забезпечувала енергією шість районів Запорізької області. На станції працювало 75 осіб.
23 червня 2022 року стало відомо, що під час нападу Росії на Україну росіяни розібрали частини станції і вивезли до Росії.